# 阿雷 (帕多瓦省)
阿雷（義大利語：Arre）是意大利威尼托大区帕多瓦省的市镇。面积为12.4平方公里，2004年人口数量为2,067人。